# Koningsdag
Koninginnedag er en national festdag, som fejres i Nederlandene, på de Nederlandske Antiller og Aruba. I 1949 blev den flyttet fra dronning Wilhelminas fødselsdag 31. august til 30. april. Fejringen begynder natten til 30. april, som kaldes koninginnenacht (dronningenat). Blandt andet med en gratis udendørs musikfestival i Den Haag, KoninginneNach. På selve dagen fortsætter festligholdelsen med forskellig festivitas og frimarkeder, hvor alle kan sætte ting til salg i gaderne.
Fra 1980 er dagen blevet fejret lørdag den 29. april i de år, hvor Koninginnedag falder på en søndag. I årene frem til 1980 blev dagen fejret den 1. maj, hvis 30. april faldt på en søndag. 
Sidste Koninginnedag var i 2013. Fra 2014 holder hollænderne Koningsdag (Kongensdag), som falder på den 27. april -  kong Willem-Alexanders fødselsdag. Største fest er natten inden Koningsdag som hedder Koningsnacht (Kongensnat) på den 26. april. 

## Historie
31. august 1885 arrangeredes den første prinsessedag på Wilhelminas femårs fødselsdag for at give den nationale enhed et tydeligt udryk. Efter at kong Vilhelm 3. døde i 1890, gik man over fra at fejre prinsessedag til at fejre Koninginnedag. Denne dag udviklede sig lidt efter lidt til en festdag for børnene.
Fra 1949 da dronning Juliana i 1948 overtog tronen efter sin mor Wilhelmina, fejredes dagen den 30. april på Julianas fødselsdag. Det var ikke den eneste ændring, for fra da af er dronningen blevet hyldet med blomster på Paleis Soestdijk. Tidligere tog den kongelige familie ikke del i festlighederne. I 1950'erne begyndte arrangementet på Soestdijk at blive vist på fjernsynet. I efterkrigstiden var Koninginnedag en sædvanlig arbejdsdag, men det blev stadig mere almindeligt, at dagen blev en fridag, og den udviklede sig til en national festdag.
Da dronning Beatrix overtog kronen den 30. april 1980, blev det bestemt, at denne dag skulle være festdag, men nu dels for at fejre hendes indtræden som statsoverhoved og dronning af kongeriget Nederlandene, dels for at hædre hendes mor. Der var en praktisk hensyntagen til vejrforholdene ved valget af dato, fordi dronning Beatrix' fødselsdag er 31. januar, hvor vintervejret sjældent egner sig til udendørsarrangementer i modsætning til det normalt gode vejr i slutningen af april.

## Fejring og festivitas
Under den nye dronning ændredes også den måde, hvorpå den kongelige familie fejrer dagen. I dronning Julianas regeringstid stod hele den kongelige familien på Paleis Soestdijks trappe den 30. april, mens folket defilerede forbi i et kilometerlangt optog og stillede gaver og blomster, da de passerede kongefamilien. Om morgenen gik skolebørn i optog til rådhuset, hvor de over for borgmesteren fremførte en hyldest, en aubade, af patriotiske sange med nationalsangen Wilhelmus til sidst. Efter optoget blev der arrangeret traditionelle børnelege som sækkevæddeløb og koekhappen (bide til bolle) i mange landsbyer og byer. Dagen sluttede med et optog, hvor deltagerne bar papirlanterner. Mange steder blev der desuden arrangeret festligheder for unge og voksne, som for eksempel koncerter med jazz- og popbands. 
Dronning Beatrix har valgt at rejse ud i landet. Sammen med en så stor del af kongefamilien som muligt besøger hun en eller to (lands)byer. I de senere år har hun besøgt et mindre sted og en lidt større by i samme provins. Hvor hun kommer, modtages hun af indbyggerne, som har arrangeret forskellig optræden, såsom opvisning af gamle danse og håndværk, sport og sang. Efter ønske fra kongefamilien er koekhappen altid en af aktiviteterne. 
Det er blevet en tradition, at befolkningen denne dag ikke behøver tilladelse for at sælge ting på gaden. Derfor er der mange loppemarkeder, frimarked (hollandsk: vrijmarkt), langs gader og veje i byer og landsbyer. Salg af mad og drikke er underlagt restriktioner.
Mange steder afholdes store udendørsbegivenheder. Amsterdam er kendt for sit store frimarked, som tiltrækker cirka 500.000 besøgende fra byen og hele landet hvert år, mens Den Haag er kendt for KoninginneNach, en udendørs musikfestival natten mellem 29. og 30. april. Anslået har denne festival haft fra 175.000 (i 2003) til 200.000 (i 2005) besøgende.

### Steder som dronning Beatrix har besøgt på koninginnedag
- 1980: Amsterdam i Noord-Holland og Soestdijk i Utrecht
- 1981: Veere i Zeeland og Breda i Noord-Brabant
- 1982: Harlingen i Friesland og Zuidlaren i Drenthe
- 1983: Lochem og Vaassen i Gelderland
- 1984: Den Haag i Zuid-Holland
- 1985: Schagen, Callantsoog og Anna Paulowna i Noord-Holland
- 1986: Deurne i Noord-Brabant og Meijel i Limburg
- 1987: Breukelen og Soestdijk i Utrecht
- 1988: Kampen og Genemuiden i Overijssel
- 1989: Goedereede og Oud-Beijerland i Zuid-Holland
- 1990: Loppersum og Haren i Groningen
- 1991: Buren og Culemborg i Gelderland
- 1992: Rotterdam-Overschie og Rotterdam i Zuid-Holland
- 1993: Vlieland og Sneek i Friesland
- 1994: Urk og Emmeloord i Flevoland
- 1995: Sittard og Eijsden i Limburg
- 1996: Sint Maartensdijk i Zeeland og Bergen op Zoom i Noord-Brabant
- 1997: Marken og Velsen i Noord-Holland
- 1998: Doesburg og Zutphen i Gelderland
- 1999: Houten og Utrecht i provinsen Utrecht
- 2000: Katwijk og Leiden i Zuid-Holland
- 2001: -- (besøg aflyst på grund af mund- og klovsyge i området)
- 2002: Hoogeveen og Meppel i Drenthe (det besøg, som var planlagt til 2001)
- 2003: Wijhe og Deventer i Overijssel
- 2004: Warffum og Groningen i provinsen Groningen
- 2005: Den Haag og Scheveningen i Zuid-Holland
- 2006: Zeewolde og Almere i Flevoland
- 2007: Woudrichem og 's-Hertogenbosch i Noord-Brabant
- 2008: Makkum og Franeker i Friesland
- 2009: Apeldoorn i Gelderland med optog ved Paleis Het Loo (afbrudt af bilulykke under parade, se Apeldoorn bilulykken)

## Apeldoorn-bilulykken
På koninginnedag den 30. april 2009 kørte en bil med høj fart igennem tilskuermængden i Apeldoorn i Gelderland og ramte et monument, kort efter at en bus med kongefamilien kom forbi Paleis Het Loo. Ifølge politiet skete det formentlig forsætligt. Chaufføren og 11 andre blev kvæstet, flere alvorligt, mens fem tilskuere blev dræbt ved påkørslen. Chaufføren døde senere af sine kvæstelser. De resterende festligheder i Apeldoorn blev aflyst. Særprogrammer i dagens anledning blev aflyst på grund af tragedien.